# Cremastus inyoensis
Cremastus inyoensis là một loài tò vò trong họ Ichneumonidae.